# Magicicada tredecassini
A Magicicada tredecassini a rovarok (Insecta) osztályának félfedelesszárnyúak (Hemiptera) rendjébe, ezen belül az énekeskabóca-félék (Cicadidae) családjába tartozó faj. Egyike a 13 évenként előjövő fajoknak.

## Előfordulása
A Magicicada tredecassini előfordulási területe az Amerikai Egyesült Államok keleti felén van; ennek az országnak az egyik endemikus rovarra.

## Megjelenése
Azon Magicicada-fajok közé tartozik, melyek tizenhárom évenként jönnek elő, bár megjelenésben alig különböztethető meg a tizenhét évenkénti Magicicada cassinitól.

## Szaporodása
A lárva 13 évet tölt a talajban, a fák gyökereinek nedveivel táplálkozva. A tizenhárom év leteltével kimászik a földből és egy utolsó vedlés után, átalakul imágóvá. Az imágó egyetlen célja a szaporodás. Ez a hosszú rejtőzködésben töltött idő, és az egyszerre több millió számban előbúvó rovar, valószínűleg a ragadozók által okozott vesztességeket hivatottak csökkenteni.
Udvarláskor több tízezer hím is együttműködhet, szinkron repüléssel és cirpeléssel, a nőstények odacsalogatásának érdekében.

## Fordítás
- Ez a szócikk részben vagy egészben  a   Magicicada tredecassini című angol Wikipédia-szócikk ezen változatának fordításán alapul.  Az eredeti cikk szerkesztőit annak laptörténete sorolja fel. Ez a jelzés csupán a megfogalmazás eredetét és a szerzői jogokat jelzi, nem szolgál a cikkben szereplő információk forrásmegjelöléseként.